# Chaux-Neuve
Chaux-Neuve település Franciaországban, Doubs megyében. Lakosainak száma 333 fő (2022. január 1.). Chaux-Neuve Le Crouzet, Mouthe, Petite-Chaux, Arsure-Arsurette, Fraroz és Châtelblanc községekkel határos.

## Népesség
A település népességének változása:
| Lakosok száma | 252  | 180  | 191  | 253  | 296  | 305  | 318  | 327  | 329  | 333  |
|               | 1968 | 1982 | 1990 | 2006 | 2013 | 2015 | 2017 | 2019 | 2020 | 2022 |